# Hedgnomspindel
Hedgnomspindel (Tapinocyba praecox) är en spindelart som först beskrevs av O. Pickard-Cambridge 1873.  Hedgnomspindel ingår i släktet Tapinocyba och familjen täckvävarspindlar. Arten är reproducerande i Sverige. Inga underarter finns listade i Catalogue of Life.